# Petersbächel
Das Wasgaudorf Petersbächel (Petersbronner Hof) ist ein Ortsteil von Fischbach bei Dahn. Es liegt im Landkreis Südwestpfalz (Rheinland-Pfalz).

## Geografie
Petersbächel liegt im Dahner Felsenland. Es hat ca. 250 Einwohner.
Der Ort liegt zu Füßen des Florenberges und des Maimont mit seinem bekannten Friedenskreuz. Zu Petersbächel gehört der Unterpetersbächlerhof.

## Geschichte
Auf dem Maimont befindet sich aus der vorrömischen Eisenzeit ein keltischer Ringwall und eine Opferschale. Der Bergrücken an der deutsch-französischen Grenze und das Felsmassiv an der Burg Wasigenstein gelten als Schauplatz des Walthariliedes.
Die älteste erhaltene Erwähnung des Dorfes Petersbächel stammt von 1747. Seit 1794 war es eine eigenständige Gemeinde. Das Dorf lag im Amt Lemberg der Landgrafschaft Hessen-Darmstadt und dort in der Amtsschultheißerei Obersteinbach.
Im Zuge der Französischen Revolution fiel der linksrheinische Teil der Grafschaft Hanau-Lichtenberg – und damit auch das Amt Lemberg und Petersbächel – 1794 an Frankreich. Nach dem Ende der napoleonischen Herrschaft kam Petersbächel zum Rheinkreis im Königreich Bayern. 1829 wurde Petersbächel nach Fischbach eingegliedert.
Im Zweiten Weltkrieg fand zu Beginn des Westfeldzuges, am 13. Mai 1940, hier die Schlacht um den Maimont statt. Die meisten Gefallenen dieses Gefechtes liegen auf dem Dahner Soldatenfriedhof begraben. Auf dem Berg befindet sich im Gedenken an das Ereignis seit 1950 ein Friedenskreuz.

## Politik
Der Ortsteil Petersbächel ist der einzige Ortsbezirk der Gemeinde Fischbach und verfügt über einen eigenen Ortsbeirat sowie einen Ortsvorsteher.
Der Ortsbeirat besteht aus fünf Mitgliedern, die bei der Kommunalwahl am 9. Juni 2024 in einer Mehrheitswahl gewählt wurden, und dem ehrenamtlichen Ortsvorsteher als Vorsitzendem.
Georg Dillmann wurde 1999 Ortsvorsteher von Petersbächel. Bei der Stichwahl am 23. Juni 2024 wurde er mit einem Stimmenanteil von 52,9 % wiedergewählt, nachdem bei der Direktwahl am 9. Juni 2024 beide Bewerber die gleiche Stimmenanzahl erhalten hatten.
Heinrich Müller war 15 Jahre lang Ortsvorsteher von Petersbächel.

## Vereine
In Petersbächel gibt es aktuell folgende Vereine: 
- Karnevalverein Heggeschlubber
- Obst- und Gartenbauverein Gebüg/Petersbächel
- Wasgau-Theater e. V.